# 김나영 (가수)
김나영(1991년 12월 31일~)은 대한민국의 가수이다. 《슈퍼스타K 5》에 출연해 최종 미션에서 탈락해 생방송 진출은 하지 못했다. 정키의 곡 "홀로" 피처링, 드라마 태양의 후예 수록곡 "다시 너를" 등 다양한 음악 활동을 하며 이름을 알렸다. 2016년 10월 18일 정규 데뷔 앨범 From The Heart를 발매했다.

## 음반 목록
정규 앨범
- 2016: From The Heart
- 2018: The 2ND ALBUM : inner

싱글
- 2014: 로켓탄콜라보 Vol. 3
- 2014: 미안해
- 2014: 가끔 내가
- 2014: 니 말대로
- 2015: 그럴 리가
- 2015: Believe Me
- 2015: 어땠을까
- 2016: 널미워하지 않길

OST
- 《트로트의 연인 OST Part 3》(with 이은하, 2014년)
- 《연애 말고 결혼 OST Part 4》(2014년)
- 《냄새를 보는 소녀 OST Part 9》(with 송유빈, 2015년)
- 《오렌지 마말레이드 OST Part 6》(2015년)
- 《풍선껌 OST Part 3》(2015년)
- 《태양의 후예 OST Part 5》(with 매드 클라운, 2016년)
- 《함부로 애틋하게 OST Part 3》(2016년)
- 《군주 - 가면의 주인 OST Part 6》(2017년)
- 《당신이 잠든 사이에 OST Part 8》(2017년)
- 《더 패키지 OST Part 6》(with 딘딘, 2017년)
- 《브람스를 좋아하세요? OST Part 6》(2020년)
- 《간 떨어지는 동거 OST Part 2》(2021년)

## TV 출연
- 2016년 MBC 《미스터리 음악쇼 복면가왕》 - 역도요정 김복면(참가자)